# Carl Johann Arnold

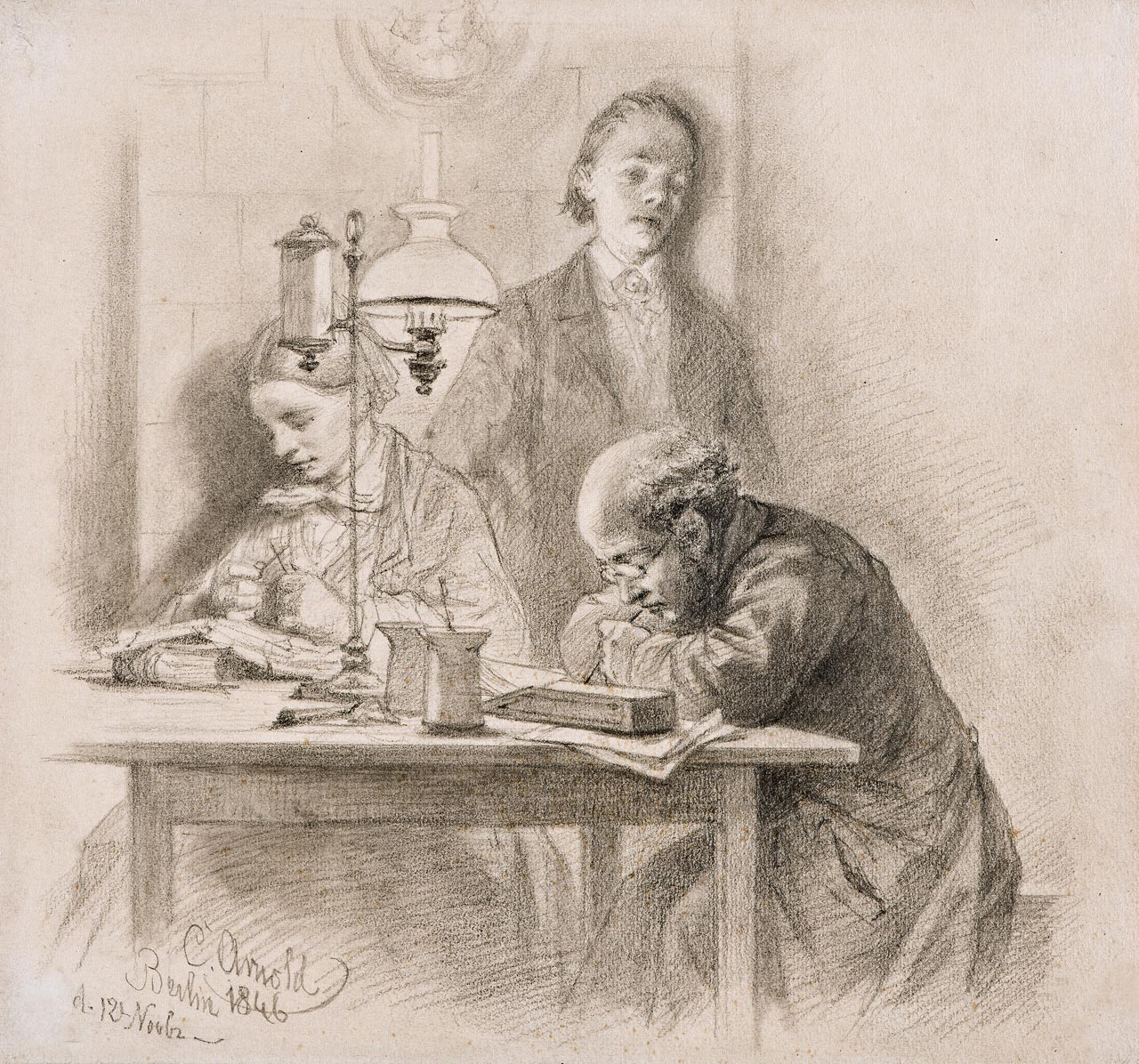
Carl Johann Arnold – Adolph Menzel abends 1846

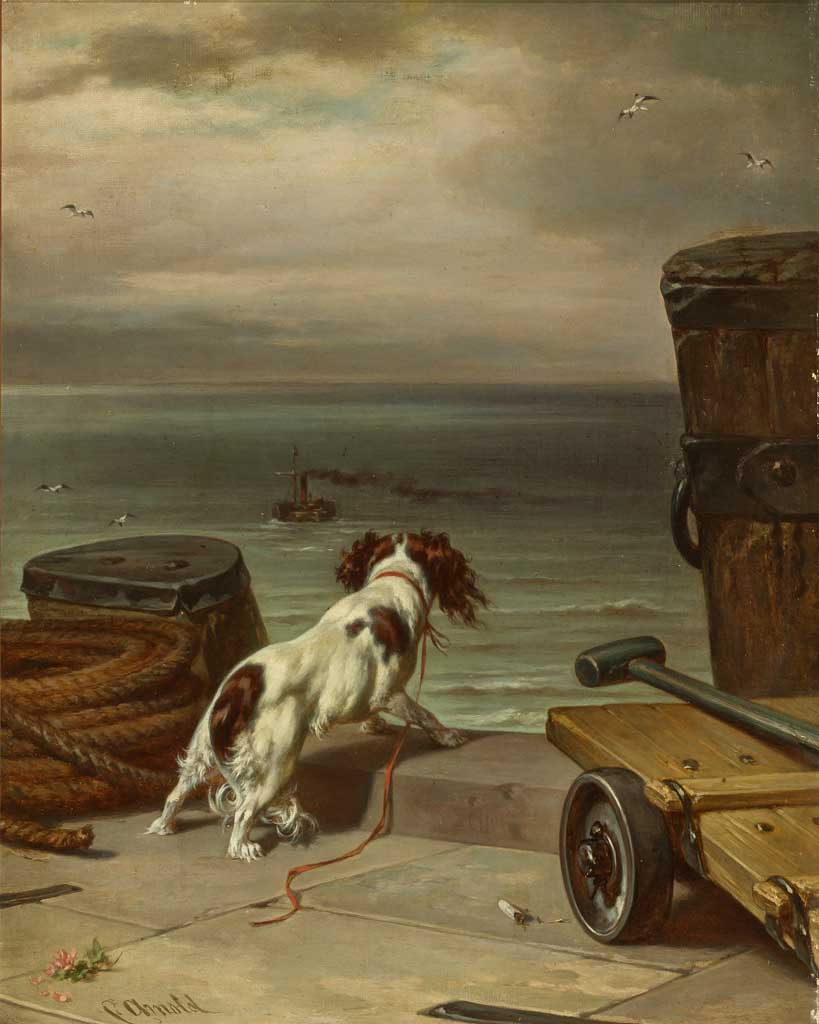
Spaniel an der Mole

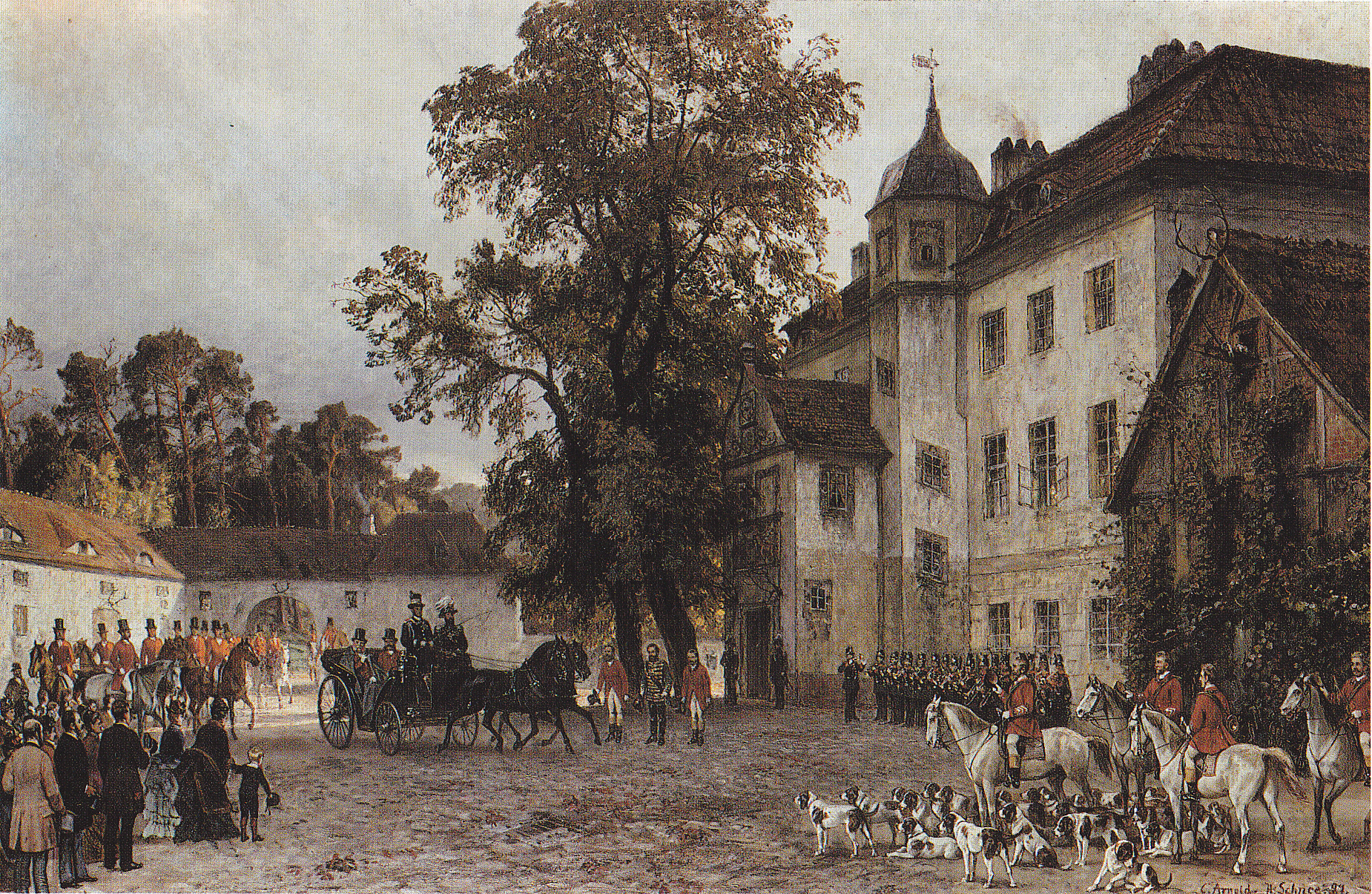
Ankunft Kaiser Wilhelms I. zur Roten Jagd im Grunewald

Carl Johann Arnold. (* 30. August 1829 in Kassel; † 11. August 1916 in Jena) war ein deutscher Maler, Zeichner und Grafiker.

## Leben
Carl Johann Arnold war ein Sohn des Tapetenfabrikanten und Lithografen Karl Heinrich Arnold in Kassel. Die Mutter, Antonie, geborene Reuter, war die Tochter des nachmaligen Direktors des Nürnberger Nationaltheaters (ab 1808), Joseph Reuter (1769–1816), und seiner Frau Caroline, geborene Jaquemain. Selbst Schauspielerin und Sängerin, unter anderem am Kasseler Hoftheater, hatte sie 1820 aus Anlass ihrer Heirat die Bühne verlassen. Carl hatte zwei Schwestern: Antonie (1821–1883) und Friedrike (1827–1910).
Er studierte zunächst an der Akademie in Kassel und ging dann über Antwerpen nach Berlin. Hier wurde er 1846 der erste und einzige Schüler von Adolf Menzel, der ein langjähriger Freund seines Vaters war. Karl Johann wandte sich einem von Menzels Motiven völlig verschiedenen Themengebiet zu, hauptsächlich der Tiermalerei, er schuf aber auch Stillleben, Figurenszenen und Bildnisse. 1884 wurde er als Hofmaler nach Weimar berufen. 1886 bis 1913 war er in Weimar tätig, wo er am 6. März 1907 und 23. März 1910 jeweils die Ehrengabe der Seraphine-Vogel-Stiftung, Hildburghausen, entgegennahm.
Arnold erarbeitete Zeichnungen, Radierungen und Lithografien, Aquarelle und Ölgemälde, von denen einige als Reproduktionen in den populären Zeitschriften der Zeit – „Die Gartenlaube“, „Über Land und Meer“ oder „Illustrirte Zeitung“ erschienen. Zahlreiche Bildnisse von seiner Hand waren Auftragsarbeiten, so das des deutschen Kaisers Wilhelm I., das er mehr als 60 Mal ausführte. Diese Tatsache dürfte ca. 1886 zu seiner Ernennung zum „königlich-preußischen Hofmaler“ geführt haben.
Einige seiner Werke, wie beispielsweise Kaiser Wilhelm I. im Krönungsmantel, hingen in der Aula der Straßburger Universität, weitere Kaiserporträts im Berliner Rathaus und (ehemals) im Königsberger Schloss. Unter anderem porträtierte er den Komponisten Louis Spohr, Bettina von Arnim und den Augenarzt Graefe. Einige seiner grafischen Arbeiten befinden sich in der Bremer Kunsthalle.
1878 entstand das Gemälde Der Berliner Kongress im Palais des Fürsten Bismarck, das sich im Besitz des Deutschen Historischen Museum in Berlin befindet. Die Sammlung des Jagdschlosses Grunewald bewahrt ein Gemälde, das Kaiser Wilhelm I. 1887 bei der Ankunft zu einer Jagdgesellschaft dort zeigt.
Auf der Weltausstellung 1893 in Chicago ist Arnold mit zwei Gouachen vertreten.

## Bildnis
- Adolf Menzel: Bildnis (Kopf) Karl Arnold, 1846/47, farbige Kreide auf bräunlichem Papier, 46 × 33 cm: Berlin, Kupferstichkabinett[9]
- Max Thedy: „Bildnis Carl Johann Arnold“, ausgestellt in Jubiläumsausstellung der Kunstschule Weimar 1910.[10]

## Schriften
- Erinnerungen aus meinem Zusammenleben mit Adolph Menzel, Weimar 1905, in: Gisold Lammel (Hrsg.): Excellenz lassen bitten. Reclam, Leipzig 1992, S. 140.

## Werke (Auswahl)
- „Eberjagd“, ausgestellt in Berlin 1858; ehemals Besitz des Grafen Schaffgotsch (Thieme-Becker)
- „Die Erholungsreise (Achsbruch)“, 1860, Öl/Lwd., 48 × 54 cm (Kunsthandel)
- „Die drei Hausfreunde“, 1862; ausgestellt: 50. Ausstellung des Kunstvereins Hannover, 1882 (Boetticher, Nr. 1)
- „Fuchs vor einem Hühnerstall, von Hunden angegriffen“; ausgestellt: Berlin, Lepke 1866 (Boetticher, Nr. 2)
- „Fanny und ihre Verehrer“ / „Wo ist Fanny?“ (Boetticher , Nr. 3 und Nr. 4: gestochen von H. Sagert)
- „Die Erwartung“; ausgestellt: Berlin, Lepke 1867 (Boetticher, Nr. 5)
- „Ein Spaniel an der Mole“, Öl/Lwd., 59 × 47 cm (Kunsthandel)
- „Arm und Reich“, ausgestellt: Wien, 3. Allgemeine deutsche Kunstausstellung 1868 (Boetticher, Nr. 6)
- „Guten Morgen!“ / „Gute Nacht!“; beide von C.J.Arnold lithografiert (Boetticher, Nr. 7 Berlin, Akademische Kunstausstellung 1878 und Nr. 8)
- „Verödet“, Hund vor zerstörtem Haus; Holzstich in „Die Gartenlaube“ 1878 (Boetticher, Nr. 9)
- „Kostümfigur im Festanzug“, Kniestück; ausgestellt: Berlin, Akademische Kunstausstellung 1876 (Boetticher, Nr. 10)
- „Ehrenposten“, Tierstück; ausgestellt: München, Glaspalast 1876, Berlin, Akademische Kunstausstellung 1878 (Boetticher, Nr. 11)
- „Schafköpfe“, 1876, Öl/Lwd., 28 × 28 cm (Kunsthandel)
- „Ziegen“, Öl/Lwd., 48,5 × 60 cm (Kunsthandel)
- „Der Berliner Kongress im Palais des Fürsten Bismarck“, 1878, Öl/Lwd, 75 × 100 cm; versteigert: Berlin, Lepke, 13. Dezember 1887 (Boetticher, Nr. 27): Berlin, Deutsches Historisches Museum
- „Abschiedsdiner zu Ehren des Kongresses im Weißen Saal“[11] (Boetticher, Nr. 28)
- „Abendspaziergang“; ausgestellt: Berlin, Akademische Kunstausstellung 1878 (Boetticher, Nr. 12)
- „Zuhause bleiben“, Gruppe von Hunden  am Gittertor, 1881; Holzstich in „Über Land und Meer“, 1883; ausgestellt: Berlin, Akademische Kunstausstellung 1881 (Katalog-Abbildung), Dresden, Akademische Kunstausstellung 1882, München, Internationale Kunstausstellung 1883 (Boetticher, Nr. 14)
- „Mittagsruhe“; ausgestellt: Berlin, Akademische Kunstausstellung 1881 (Boetticher, Nr. 15)
- „Reflexionen“; ausgestellt: Berlin, Akademische Kunstausstellung 1881 (Boetticher, Nr. 16)
- „Große Wäsche“, drei Hunde werden gebadet; Abbildung als Holzstich in „Illustrirte Zeitung“ 1884 und „Meisterwerke der Holzschneidekunst“, Band 8; ausgestellt: Berlin, Akademische Kunstausstellung 1883, Dresden,  Akademische Kunstausstellung 1883 (Boetticher, Nr. 17)
- „Tantalusqualen“, Hundebild; ausgestellt:  Berlin, Akademische Kunstausstellung 1884 (Boetticher, Nr. 18)
- „Mohrenwäsche“, Kind und Hund; ausgestellt:  Berlin, Akademische Kunstausstellung 1884 (Boetticher, Nr. 19)
- „Halali!“, Jagdmotiv aus dem Harz, Winterlandschaft; ausgestellt: Berlin, Jubiläumsausstellung 1886 (Boetticher, Nr. 23)
- „Eine Vergnügungsreise“, Radbruch des Reisewagens; ausgestellt: Berlin, Akademische Kunstausstellung 1887; Katalogabbildung (Boetticher, Nr. 24)
- „Hilflos“; ausgestellt: Akademische Kunstausstellung, Berlin 1896, Nr. 51
- „Gute Freunde“; ausgestellt: Akademische Kunstausstellung, Berlin 1900, Nr. 54
- „Gute Nachbarschaft“; ausgestellt: Akademische Kunstausstellung, Berlin 1901, Nr. 31

„Kaiser“-Bilder:
- „Kaiser Wilhelm I. im Kreise der Familie“, 1871, Federzeichnung, 31,8 × 45,7 cm (Kunsthandel)
- „Kaiser Wilhelm auf der Promenade“; ausgestellt: Berlin, Akademische Kunstausstellung 1878 (Hermann Alexander Müller, 1882; Boetticher, Nr. 13)
- „Kaiser Wilhelm I. auf der Fuchsjagd im Grunewald“, 1887 (ehemals Jagdschloss Grunewald)
- „Wilhelm, König von Preußen, stehende Figur“; ehemals Rathaus Berlin (Boetticher, Nr. 21)
- „Kaiser Wilhelm in seinem Arbeitszimmer, zum Fenster hinausblickend“, 1886; „König Wilhelm’s Arbeitscabinet“, Holzstich in „Illustrirte Zeitung“ 1886;[12] ausgestellt: Berlin, Jubiläumsausstellung 1886 (Boetticher, Nr. 22) – „Kaiser Wilhelm I. am historischen Eckfenster“; Abbildung: Velhagen & Klasings Monatshefte, 40. Jahrgang, 2. Band, März bis August 1926.[13]
- „Bildnis Kaiser Wilhelm I.“ (ehemals Königsberg, Schloss)
- „Bildnis Kaiser Wilhelm I. im Krönungsmantel und mit den Krönungsinsignien“; ehemals Aula der Kaiser-Wilhelms-Universität Straßburg; Geschenk Kaiser Wilhelms 1884 (Boetticher, Nr. 20)
- „Kaiser Wilhelm in seinem Arbeitszimmer“; ausgestellt: Hamburg, Frühjahrsausstellung 1887; Berlin, Akademische Kunstausstellung 1887 (Boetticher, Nr. 25)
- „Kaiser Wilhelm I. 1887 bei der Ankunft zu einer Jagdgesellschaft“, 1887: Berlin, Sammlung Jagdschloss Grunewald

weitere Bildnisse:
- „Bildnis Auguste von Sachsen-Weimar-Eisenach“, Kopie nach Franz Xaver Winterhalter, Öl, 59,5 × 60 cm, 1875: ehemals Berlin, Hohenzollern-Museum
- „Bildnis Carl Heinrich Arnold“, Öl/Lwd., 68 × 55 cm (Kunsthandel)

Zeichnungen und Aquarelle:
- „Adolph Menzel beim Schreiben eines Briefes“, Zeichnung: Berlin, Stadtmuseum;[14]
- „Quartettabend bei Bettina v.Arnim“, Aquarell 1854/56: Frankfurt a. M., Goethe-Museum
- „Berliner Eckensteher“ Zeichnung 1857
- „Altersbildnis Bettina von Arnim am Klavier“, 1859, Pastell: Frankfurt a. M., Goethe-Museum; Abbildung: Angela Tham: „Sie hatte immer zu schreiben“. Bettine von Arnims Selbstsorge mit Feder, Tinte und Papier Zusammenfassung der Dissertation an der Universität Marburg 2000. S. 3 (online)[15]
- „Der Augenarzt Albrecht von Graefe in seinem Vorzimmer“, Zeichnung 1865; danach Holzstich. Abb. in: Das imperiale Zeitalter 1871–1914. Wissen Media Verlag GmbH, Gütersloh/München 2008, S. 65
- „Willkommen“ (Thierstück), Gouache: Spezial-Ausstellung des Vereins Berliner Künstler für die Allgemeine deutsche Gewerbe- und Industrieausstellung zu Wittenberg im deutschen Gewerbemuseum in Berlin 1869, Nr. 964
- „Bildnis der Frau des Malers A. Herrmann. Ganze Figur nach vorn in decolletiertem Kleide, auf einem Balkon stehend, auf dessen Geländer ein buntfarbiger Teppich herunterhängt“, aquarellierte Bleistiftzeichnung, 34 × 25 cm[16]
- „Kirchgang bei Regenwetter“, Bleistift, 21,8 × 16,3 cm
- „Bettler und Schlemmer“, „Im Sonnenwinkel“, Aquarelle. Internationale Kunstausstellung. Verein der Berliner Künstler 1891, anläßlich seines fünfzigjährigen Bestehens, Katalognr. Nr. 1302 und Nr. Nr. 1303; „Bettler und Schlemmer“; ausgestellt: München, Internationale Jubiläumsausstellung 1887 (Boetticher, Nr. 25)
- „Ruhendes Schaf nach links“, Aquarell, 15 × 22 cm, bezeichnet „C. Arnold f.“: Auktion der Sammlung G. Brose, Berlin, 8. – 10. November 1928, Kunstantiquariat Holstein & Puppel, Berlin, Meinekestr. 19, Katalog, S. 17, Nr. 159
- „Hunde am Kaminfeuer“, Aquarell, 21 × 25,5 cm (Kunsthandel)
- In der Literatur immer wieder erwähnt wird außerdem ein „Altarbild für die Kirche in Laudan, Kurland“ (Russland) – vermutlich falsch gelesen für „Candau“, heute: Lettland.

Druckgrafik:
- „Napoleon I. auf Elba“, Lithografie nach Vernet, 28,3 × 21,5 cm (Kunsthandel)
- „Büste Napoleons I. Mit Lorbeerkranz“, nach der Totenmaske des Arztes Antommarchi, Lithografie, 38 × 29,8 cm (Kunsthandel)
- „Kartoffelhacker auf dem Felde“, Radierung 1856 (Andresen, Nr. 1)
- „Eingefangene Hunde“ (Andresen, Nr. 2)
- „Die Rudelsburg“, 1836, Radierung nach Zeichnung von Parthey (Andresen, Nr. 3)
- „Der angelnde Knabe“, Radierung, in: Album des jüngeren Kunstvereins zu Berlin (Andresen, Nr. 4)
- „Entwischt“, Radierung, 147 × 195 cm: Verzeichnis der Radierungen und Künstler der Jahresmappen des Radiervereins zu Weimar 1877–1914: Jahresmappe 1895
- „Bildnis Louis Spohr“, Lithografie: Wien, Nationalbibliothek
- 6 Blatt Landschaften, Tiere, Kopf eines Gelehrten, Radierungen (Antwerpen) (Andresen, Nr. 5)
- Französisches Kartenspiel, 40 Blatt, Lithografien, im Auftrag Friedrich Wilhelms IV. 1856 (Nürnberg, Germanisches Nationalmuseum); das Spiel wurde wegen religiöser Bedenken nicht abgenommen; Arnold hatte in die Mitte der Herz Fünf das Herz der Jungfrau Maria gesetzt[17][18]
- „Maria Theresia auf dem Reichstag zu Preßburg“, Lithografie, 41 × 58 cm (Kunsthandel)
- weitere Grafiken: Sammlung H.H.Meyer, Kunsthalle Bremen